# Homoneura spinidorsum
Homoneura spinidorsum är en tvåvingeart som beskrevs av Shewell 1971. Homoneura spinidorsum ingår i släktet Homoneura och familjen lövflugor.
Artens utbredningsområde är Mongoliet. Inga underarter finns listade i Catalogue of Life.